# Robert von Bar
Robert von Bar, gelegentlich auch Robert von Marle genannt (* um 1390; † 25. Oktober 1415 bei Azincourt), war Graf von Marle und Soissons aus dem Herzogshaus von Bar. Er war ein Sohn des Heinrich von Bar und der Marie de Coucy († 1405).
Nach dem Tod seines Vaters 1397 galt Robert als präsumtiver Erbe seines Großvaters auf das Herzogtum Bar. Herzog Robert I. aber enterbte ihn 1401 zugunsten eines weiteren Sohnes, Eduard III. Auch das Erbe seiner Mutter blieb nicht unangetastet. Zwar konnte Robert von ihr die Grafschaften Soissons und Marle, sowie die Herrschaft Oisy übernehmen, nicht aber die große Baronie von Coucy. Diese hatte Marie im Jahr 1400 an den Herzog Ludwig von Orléans, einem Bruder König Karls VI., wohl nicht freiwillig abtreten müssen. Robert führte dagegen mehrere Prozesse vor dem königlichen Parlament in Paris an, die allerdings abgewiesen oder zugunsten des Herzogs entschieden wurden. Als Ausgleich für diesen Verlust wurde ihm 1413 die Herrschaft Marle in eine Grafschaft aufgewertet und er selbst in das Amt des Großmundschenks eingesetzt.
Am 25. Oktober 1415 fiel Robert in der Schlacht von Azincourt gegen die Engländer. Unter den Toten befanden sich auch seine Onkel, Herzog Eduard III. von Bar und Johann von Bar-Puisaye.
Er war verheiratet mit Jeanne de Béthune († 1449), Vizegräfin Meaux. Ihre einzige Tochter und Erbin war Jeanne de Bar (* 1415; † 14. Mai 1462), die 1435 den Connétable Louis I. de Luxembourg, Graf von Saint-Pol und Brienne, heiratete. Roberts Witwe heiratete 1418 den Onkel seines Schwiegersohns, Jean II. de Luxembourg, Graf von Ligny.